# USSA Vertou
Union Sportive Sainte Anne Vertou là một đội bóng đá Pháp thành lập năm 1944. Đội chơi tại Stade Vincent et Robert Girard ở Vertou, Loire-Atlantique. Đội bóng đang thi đấu tại National 3.